# 梅園の里天文台天球館
梅園の里天文台 天球館（ばいえんのさとてんもんだい てんきゅうかん）は、大分県国東市にある公開天文台。江戸時代の哲学者、三浦梅園が生涯を過ごした地に整備された施設。宿泊施設である「梅園の里」に隣接している。

## 利用案内[3]

### 営業時間
13:00～22:00

### 休館日
火曜日(祝日の場合、翌平日休み)

### 料金
大人 500円
高校生 300円
小中学生 200円

## 観測機材[1]
三鷹光器 カセグレン式反射望遠鏡(ワンダーアイ装備)。口径65cm